# Лі Моєр
Лі Моєр (англ. Lee Moyer) — американський художник, ілюстратор, графічний дизайнер і веб-дизайнер. Серед відомих робіт — постери для музикантів Торі Амос і Меліси Ауф дер Маур, а також малюнки Лорел і Гарді для обкладинок їхніх колекцій колекційних коробок DVD і обкладинка для документального фільму Лавкрафт: Страх перед невідомим.

## Життєпис

### Раннє життя та кар'єра
Десять років працював доцентом і ілюстратором-натуралістом у Національному музеї природознавства (Вашингтон).
Перші роки своєї кар'єри він провів на східному узбережжі, де працював виконавчим продюсером в Digital Addiction, а згодом арт-директором в Electronic Arts.
Спочатку Моєр працював з художником Майклом Вм. Калутою під час роботи над музичним кліпом для Don't Answer Me The Alan Parsons Project. У 2009 році Калута та письменниця Елейн Лі найняли Мойєра як колориста для своєї серії коміксів Стартрак (Starstruck). IDW випустила оновлене видання твору, яке містило розширене мистецтво Калути та нове кольорове мистецтво та дизайн Моєра. Моєр також розфарбував обкладинку оригінального компакт-диска Стартрак (Starstruck) від The AudioComics Company.

## Ігрова індустрія
У 2004—2013 роках Мойєр створив інтер'єр Dungeons & Dragons, зокрема: Eberron Campaign Setting, Stormwrack, Player's Handbook, Dungeon Master's Guide, Draconomicon і Martial Power.
Разом з геймдизайнером Кітом Бейкером він працював над настільною грою «The Doom That Came To Atlantic City». Проєкт загруз у виробничих проблемах, що призвело до розслідування Федеральної торгової комісії, яке стало першим федеральним судовим переслідуванням у сфері краудфандингу. У липні 2013 року гру опублікувала компанія Cryptozoic Entertainment .
Моєр був провідним ілюстратором фентезійної рольової гри «ХІІІ століття» та його розширення «13 справжніх шляхів».

## Видатні роботи
Мойер намалював Літературний календар із зображеннями на 2012 рік для благодійної організації Worldbuilders, яка передає доходи Heifer International. На ній були ілюстрації класичних авторів. У 2013 році вийшов ще один календар із сучасними авторами фентезі. Моєр сказав, що йому подобалося створювати роботи, «…переймаючись стилем великого пін-апу Джорджа Петті».
У 2019 році в галереї сучасного мистецтва KEEP у Санта-Фе, Нью-Мексико, він допоміг створити портрети авторів Шонана Макґуайра, Ніла Ґеймана, Октавії Батлер та Нори К. Джемісін.

### Обкладинки книг
- Seanan McGuire. Imaginary Numbers. DAW, 2020. Tricks for Free. DAW, 2018.
- Joe Haldeman. The Best of Joe Haldeman. Subterranean Press, 2013.[16]
- Caitlín R. Kiernan. Confessions of a Five-Chambered Heart. Subterranean Press, 2012[17]. Two Worlds and In Between: The Best of Caitlín R. Kiernan (Volume One). Subterranean Press, 2011.
- Tad Williams. A Stark and Wormy Knight. Subterranean Press, 2012[18].
- Mark Hodder. A Red Sun Also Rises. Pyr, 2012[19].
- Michael Bishop. The Door Gunner and Other Perilous Flights of Fancy. Subterranean Press, 2011.
- Kim Newman. Mysteries of the Diogenes Club. MoneyBrain Books, 2010. Secret Files of the Diogenes Club. MonkeyBrain Books, 2007
- Jake McDevitt. Cryptic: The Best Short Fiction of Jack McDevitt. Subterranean Press, 2009.
- Philip José Farmer. Two Hawks From Earth. MonkeyBrain Books, 2009.
- Michael Swanwick. The Postutopian Adventures of Darger & Surplus Subterranean Press, 2020. The Best of Michael Swanwick. Subterranean Press, 2008. A Geography of Unknown Lands. Tigereyes Press, 1997.
- Edgar Pangborn. Davy. Old Earth Books, 2004.
- Iain M. Banks. The Algebraist. Night Shade Books, 2004.

### Комікси
- Starstruck: Remastered (IDW): колір і дизайн
- Starstruck: The Expanding Universe (Dark Horse): передмова
- Galactic Girl Guides (IDW): колір
- Starstruck Deluxe Edition, 2011 (IDW): колір і дизайнISBN 0-88145-023-5
- Колір обкладинки Aquaman #51 (DC).
- Колір обкладинки Zauriel #1 (DC).
- Колір обкладинки Eberron: Eye of the Wolf (Devil's Due).
- Honey West #3, 4 і 5. (Місячний камінь) обкладинка
- Обкладинка Buckaroo Banzai: Return Of The Screw і Buckaroo Banzai: Origins
- Колір обкладинки Axe Cop: President of the World #1 (Dark Horse).